# 策林
策林，是唐朝白居易為了應考制舉，為自己所寫的模擬試題，一共七十五道，命名為《策林》。在金朝時，是首批被譯為女貞文字的漢文典籍之一。

## 創作
唐憲宗即位後，於元和元年四月舉行制舉「才識兼茂明於體用科」的考試。當時白居易罷去校書郎的官職，與友人元稹在華陽觀準備應考。制舉考試形式為策論，元白二人討論可能的出題方向，達一百一十種之多。最後元稹考上第三等（最高等。當時習慣第一等、第二等從缺），白居易則因為答題時太過直率而落為第四等。白居易將自己想出的七十五門策目集結成四卷，命名為《策林》，收入自己的文集之中。

## 影響
金世宗大定四年下詔以女直字翻譯典籍，次年徒單子溫完成《貞觀政要》、《白氏策林》等書的女真文字譯本。